# Peter Andersen
Peter Andersen ( Højby, 9 de abril de 1884 — Egebjerg, 25 de setembro de 1956) foi um ginasta dinamarquês que competiu em provas de ginástica artística pela nação.
Andersen é o detentor de uma medalha olímpica, conquistada na edição de 1912, nos Jogos de Estocolmo. Na ocasião, foi o medalhista de prata da prova coletiva de sistema sueco ao lado de seus 27 companheiros de equipe, quando foi superado pela nação da Suécia, embora tenha derrotado a seleção norueguesa.